# Левин Фридрих IV фон дер Шуленбург
Левин Фридрих IV фон дер Шуленбург (на немски: Levin Friedrich IV Graf von der Schulenburg; * 23 юни 1738, Бургшайдунген, днес част от град Лауха ан дер Унщрут в Саксония-Анхалт; † 20 март 1801, Бургшайдунген) е граф от род фон дер Шуленбург (от Бялата линия), таен съветник на Курфюрство Саксония и наследствен съдебен-хер в Бургшайдунген и Кирхшайдунген също Клайнлибенау.

## Произход и наследство
Той е син на Левин Фридрих III фон дер Шуленбург (1708 – 1739) и съпругата му Хенриета Елизабет фон Хеслер (1717 – 1739). Внук е на Хайнрих Хартвиг I фон дер Шуленбург (1677 – 1743) и Катарина София фон Тресков (1688 – 1742). Брат е на граф Хайнрих Мориц фон дер Шуленбург-Хеслер (1739 – 1808). Сестра му Хенриета фон дер Шуленбург (1736 – 1800) се омъжва на 9 юни 1757 г. в Бургшайдунген за граф Фридрих Август I фон дер Шуленбург (1727 – 1797).
Баща му получава чрез наследство от своя кръстник собствености със замък и Кирхшайдунген. Той построява дворец в Бургшайдунген. Левин Фридрих IV получава името на дарителя. Баща му умира внезапно като кралски-полски и курфюрстки-саксонски областен комисар на окръг Тюрингия. Неговият опекун Рудолф фон Шьонфелт купува за него до 1748 г. целия рицарски чифлик Кирхшайдунген.
Левин Фридрих IV фон дер Шуленбург е издигнат през 1786 г. във Виена на имперски граф. Той умира на 62 години на 20 март 1801 г. в Бургшайдунген.

## Фамилия
Левин Фридрих IV фон дер Шуленбург се жени на 15 януари 1771 г. в Дрезден за графиня Мариана/Мария Анна Вилхелмина фон Бозе (* 8 септември 1747, Дрезден; † 22 декември 1815, Дрезден), дъщеря на граф Фридрих Карл фон Бозе (1726 – 1767) и графиня и господарка Юлиана Вилхелмина фон Путбуз (1728 – 1798). Нейният брат Фридрих Вилхелм Август Карл фон Бозе (1753 – 1809) е саксонски кабинет-министър. Те имат децата:
- Вилхелмина Луиза фон дер Шуленбург (* 15 декември 1772, Дрезден; † 27 март 1846), омъжена на 22 май 1798 г. в Бургшайдунген за граф Фридрих Лебрехт Себастиан фон Валвитц (1773 – 1836)
- Мориц Левин Фридрих фон дер Шуленбург (* 2 януари 1774, Дрезден; † 4 септември 1814, Майздорф), граф, саксонски камерхер, женен I. на 5 май 1799 г. в Майздорф за Анна Шарлота Фердинандина фон дер Асебург (1778 – 1805), II. 1807 г. за графиня Юлиана Шарлота фон Бозе (1789 – 1848)
- Малте Александер (1776 – 1807), домхер в Мерзебург
- Лудвиг Август (1777 – 1826), камерюнке, женен 1805 г. за графиня Августа фон Бюнау (1782 – 1826)